# Станіславово (Новодворський повіт)
Станіславово (пол. Stanisławowo) — село в Польщі, у гміні Помехувек Новодворського повіту Мазовецького воєводства.
Населення — 549 осіб (2011).
У 1975-1998 роках село належало до Варшавського воєводства.

## Демографія
Демографічна структура станом на 31 березня 2011 року:
|          | Загалом | Допрацездатний вік | Працездатний вік | Постпрацездатний вік |
| -------- | ------- | ------------------ | ---------------- | -------------------- |
| Чоловіки | 251     | 48                 | 164              | 39                   |
| Жінки    | 298     | 52                 | 161              | 85                   |
| Разом    | 549     | 100                | 325              | 124                  |